# Camillo Praschniker
Camillo Alois Franz Praschniker (* 13. Oktober 1884 in Wien, Österreich-Ungarn; † 1. Oktober 1949 ebenda) war ein österreichischer Klassischer Archäologe.

## Leben
Nach dem Studium der Altertumswissenschaften an den Universitäten Innsbruck, Berlin und Wien von 1902 bis 1908, das er 1908 in Innsbruck mit der Promotion abschloss, reiste Praschniker bis 1910 mit einem Stipendium des Österreichischen Archäologischen Instituts durch den Mittelmeerraum und wurde anschließend Assistent bei Emil Reisch an der Universität Wien. Von 1912 bis 1920 war er Sekretär des Österreichischen Archäologischen Instituts. 1914 habilitierte sich Praschniker in Wien für Klassische Archäologie. 1913/14 wirkte er bei Ausgrabungen in Sichem in Palästina mit, 1916 nahm er an einer wissenschaftlichen Expedition in von Österreich-Ungarn besetzte Gebiete des Balkans (Montenegro, Albanien) teil. Von November 1917 bis in den Sommer 1918 hielt er sich nochmals in Albanien auf, um die begutachteten archäologischen Stätten in Mittelalbanien, insbesondere Apollonia und Byllis, genauer zu untersuchen. Dabei beschrieb er auch erstmals das Mosaik Die Schöne aus Durrës.
1922 wurde Praschniker außerordentlicher Professor an der Universität Wien, im folgenden Jahr ordentlicher Professor an der Deutschen Universität Prag, wo er 1929/1930 Dekan war. 1930 wechselte er an die Universität Jena, noch im selben Jahr zurück nach Wien, wo er zunächst außerordentlicher Professor war, ab 1934 Ordinarius als Nachfolger seines Lehrers Reisch. 1935 wurde er zudem ehrenamtlicher Direktor des Österreichischen Archäologischen Instituts.
Praschniker war seit 1914 korrespondierendes, seit 1921 ordentliches Mitglied des Deutschen Archäologischen Instituts, seit 1932 korrespondierendes und seit 1937 wirkliches Mitglied der Österreichischen Akademie der Wissenschaften. Er beschäftigte sich mit zahlreichen Themen aus dem Bereich der Klassischen und Provinzialrömischen Archäologie, so den Metopen des Parthenon, dem Mausoleum von Belevi und einer Bildhauerwerkstatt in Virunum. Er wurde am Grinzinger Friedhof bestattet.
Praschniker beantragte die Aufnahme in die NSDAP, allerdings stellte sich heraus, dass er eine jüdische Großmutter hatte, so dass er am 19. Mai 1942 den Aufnahmeantrag selbst zurückzog.

## Schriften
- mit Arnold Schober: Archäologische Forschungen in Albanien und Montenegro, Wien 1919 (Schriften der Balkankommission, 8)
- Muzakhia und Malakastra: archäologische Untersuchungen in Mittelalbanien. In: Österreichisches Archäologisches Institut (Hrsg.): Jahreshefte des Österreichischen Archäologischen Institutes in Wien. Beiblatt, Nr. 21–22 1922–1924. Wien 1920, doi:10.11588/diglit.33680.17.
- Parthenonstudien. 1929
- mit Hedwig Kenner: Der Bäderbezirk von Virunum, Wien 1947
- mit M. Theuer: Das Mausoleum von Belevi, Wien 1979 (Forschungen in Ephesos, 6)